# Bracon latiusculus
Bracon latiusculus är en stekelart som beskrevs av Maximilian Spinola 1840. Bracon latiusculus ingår i släktet Bracon och familjen bracksteklar. Inga underarter finns listade.